# 髙橋恵
髙橋 恵（たかはし めぐみ、1996年〈平成8年〉7月20日 - ）は、日本の女子プロゴルファー。神奈川県横浜市出身。

## 来歴
小学校に入って本格的にゴルフに取り組み、2007年・2008年と関東小学生ゴルフ大会を連覇。
中学入学と同時に生まれ育った横浜を離れ、長野県の佐久長聖中学校（ゴルフ部）に越境入学。
長野県佐久長聖高等学校卒業。
2010年7月中学2年生（13歳）の時に国内プロツアー（ステップアップツアーANAプリンセスカップ）で優勝。プレーオフで下川めぐみ、金田久美子を破っての優勝で、国内プロツアーの最年少優勝記録を打ち立てる。この年齢の若さから「天才少女」と呼ばれた。
2016年7月29日プロテスト合格。
2016年12月、新人プロゴルファーの登竜門といわれるLPGA新人戦 加賀電子カップで蛭田みな美や川岸史果、永井花奈らを破り、通算3アンダー、2位に4打差をつけて優勝。
2017年、「ヨネックスレディスゴルフトーナメント」の27位タイが最高位。賞金ランキング97位。
2018年、「富士通レディース」の6位タイが最高位。賞金ランキング96位。
2019年、「アース・モンダミンカップ」の72位タイが最高位。賞金ランキング154位。

## TV番組
- 女子ゴルフペアマッチ選手権 - 大出瑞月とのペアでシーズン1出場[3]